# Вулиця Монтана
Вулиця Монтана — вулиця у Богунському районі Житомира. Названа на честь болгарського міста Монтана, побратима Житомира.
У 2019 році Житомирська міська рада планувала розглянути питання зміни назви вулиці на  Монтанську.

## Характеристики

### Розташування
Вулиця пролягає у привокзальній частині міста, в історичній місцевості Гейнчівка.

### Забудова
Вулиця має переважно одно- та двоповерхову забудову 1950-х — 1960-х рр. Представлена здебільшого індивідуальними житловими будинками садибного типу. Наявні декілька дво-, триповерхових багатоквартирних житлових будинків.

## Історичні відомості

### Історія назви
Перша назва однієї з частин вулиці — Польова. Пізніше вулиця названа на честь Чапаєва. Рішенням Виконавчого комітету Житомирської міської ради № 263 від 11 травня 1995 року, частині вулиці Чапаєва, котра відокремилась, було присвоєно назву вулиця Монтана.
Рішенням сесії Житомирської міської ради від 28 березня 2008 року № 583 «Про затвердження назв топонімічних об'єктів у місті Житомирі» було закріплено назву вулиця Монтана.

### Історія формування вулиці
Почала формуватися у 1950-х роках як нова вулиця згідно з генеральним планом 1852 року, яким передбачалося продовження тодішньої Іванівської вулиці (пізніше вулиця Чапаєва) до перехрестя зі Східною вулицею крізь Гончарну Слободу та хутір Перша Хінчанка.
У ХІХ сторіччі поряд з визначеним генпланом місцем пролягання майбутньої вулиці Монтана пролягала південна межа садиби значних землевласників Гейнчів. Також поруч з проєктною вулицею, біля садиби Гейнчів, завершувався шлях, що пролягав з півдня на північ, від Старої дороги на Вереси, та нині являє собою провулок Художника Канцерова.
До 1950-х років більша частина території, де згодом почне забудовуватися майбутня вулиця Монтана відносилася до земель хутора Перша Хінчанка та була вільною від забудови.
Вулиця та її забудова почали формуватися у 1950-х роках від Східної вулиці на захід. Спершу сформувалася ділянка до провулка Чапаєва (нині провулок Художника Канцерова), яка отримала назву Польова вулиця. Невдовзі вулиця забудувалася у нинішніх межах. Новосформовану вулицю приєднано до вулиці Чапаєва (нині Степана Бандери) з перспективою з'єднання двох частин вулиць. Нова ділянка, що приєднана до вулиці Чапаєва була відрізана від основної (старої) частини цієї вулиці старою садибною забудовою вулиці Хлібної та Гончарного провулка.
Первинна забудова вулиці сформувалася до кінця 1960-х років.
У 1995 році ділянку тодішньої вулиці Чапаєва, ізольовану забудовою від основної частини вулиці, виділено в окремий топонімічний об'єкт — вулицю Монтана. Житлові будинки вздовж вулиці зі зміною нумерації переадресовано з вулиці Чапаєва до нової вулиці.